# Susan Shipton
Susan Shipton (* 1958 in Toronto) ist eine kanadische Filmeditorin, die in ihrer 30-jährigen Karriere bei über 50 Kino- und Fernseh-Produktionen für den Filmschnitt verantwortlich war, darunter Exotica, Mesmer, Wenn die Nacht beginnt, Being Julia und Mr. Nobody. 

## Leben und Karriere
Susan Shipton arbeitete nach ihrem Abschluss im Jahr 1982 im Fach Filmwissenschaft an der Queen’s University in Kingston, Ontario Mitte bis Ende der 1980er Jahre zuerst als Schnittassistentin bei Kinoproduktionen wie David Cronenbergs Horrorfilm Die Fliege oder Leonard Nimoys Filmdrama Der Preis der Gefühle mit.
Seit ihrer Arbeit für Atom Egoyans Der Schätzer im Jahr 1991 hat Shipton international als eigenständige Editorin für mehr als 50 Film- und Fernsehproduktionen gearbeitet. Darunter waren Paul Shapiros Paradies mit kleinen Fehlern, Roger Spottiswoodes Mesmer, Patricia Rozemas Wenn die Nacht beginnt, John N. Smiths Kein Vater von gestern, István Szabós Being Julia, Jaco Van Dormaels Mr. Nobody oder Jon Cassars Forsaken.
In ihrer Laufbahn als Editorin war Susan Shipton für zahlreiche Filmpreise nominiert, unter anderem zweimal für den Canadian Cinema Editors Award, für den Directors Guild of Canada und mehrfach für den kanadischen Genie Award. Im Jahr 2001 gewann sie den Genie Award in der Kategorie Best Achievement in Editing für den Tilda-Swinton-Mysterythriller Possible Worlds von Regisseur Robert Lepage.
Ihre Zusammenarbeit mit dem kanadisch-armenischen Regisseur Atom Egoyan umfasst mittlerweile insgesamt elf Kinoproduktionen, unter anderem die Filme Exotica, Das süße Jenseits, Felicia, mein Engel, Ararat, Wahre Lügen, Simons Geheimnis, Chloe, Barney’s Version, Devil’s Knot – Im Schatten der Wahrheit und The Captive.
Im Jahr 2000 inszenierte sie als Regisseurin, Produzentin und Drehbuchautorin den kanadischen Kurzfilm Hindsight mit Martha Burns in der Hauptrolle, für den sie eine Nominierung in der Kategorie First Prize (Short Films) beim World Film Festival in Montreal erhielt. 
Susan Shipton ist Mitglied der Canadian Cinema Editors Society.

## Filmografie (Auswahl)

### Kino
- 1991: Der Schätzer (The Adjuster)
- 1992: Oh, What a Night
- 1993: Harter Mann in Uniform (I Love a Man in Uniform)
- 1993: Paradies mit kleinen Fehlern (The Lotus Eaters)
- 1994: Exotica
- 1994: Mesmer
- 1995: Wenn die Nacht beginnt (When Night Is Falling)
- 1996: Turning April
- 1997: Leben und Tod auf Long Island (Love and Death on Long Island)
- 1997: Das süße Jenseits (The Sweet Hereafter)
- 1997: Shadow Zone: My Teacher Ate My Homework
- 1998: Kein Vater von gestern (A Cool, Dry Place)
- 1999: Felicia, mein Engel (Felicia’s Journey)
- 2000: Possible Worlds
- 2002: Ararat
- 2002: Dragonwheel
- 2003: Foolproof – Ausgetrickst (Foolproof)
- 2004: Being Julia
- 2005: Wahre Lügen (Where The Truth Lies)
- 2007: Full of It – Lügen werden wahr (Full of It)
- 2007: Chacun son cinéma ou Ce petit coup au coeur quand la lumière s'éteint et que le film commence (Segment "Artaud Double Bill")
- 2007: Frühstück mit Scot (Breakfast with Scot)
- 2008: Das Jahr, in dem wir uns kennen lernten (The Year of Getting to Know Us)
- 2008: Simons Geheimnis (Adoration)
- 2009: Mr. Nobody
- 2009: Chloe
- 2010: Barney’s Version
- 2011: Breakaway
- 2013: Devil’s Knot – Im Schatten der Wahrheit (Devil’s Knot)
- 2014: The Captive: Spurlos verschwunden (The Captive)
- 2015: Forsaken
- 2016: Burn Your Maps
- 2018: Backstabbing for Beginners
- 2019: Guest of Honour

### Fernsehen
- 1994: Mütter und Töchter (Lives of Girls & Women) (Fernsehfilm)
- 1995: The Awakening (Fernsehfilm)
- 1995: Great Performances (Fernsehserie, 1 Episode)
- 1998: Scandalous Me: The Jacqueline Susann Story (Fernsehfilm)
- 2000: Blessed Stranger: After Flight 111 (Fernsehfilm)
- 2001: A Nero Wolfe Mystery (Fernsehserie, 3 Episoden)
- 2002: Too Young to Be a Dad (Fernsehfilm)
- 2002: The Man Who Saved Christmas (Fernsehfilm)
- 2004: Samantha: An American Girl Holiday (Fernsehfilm)
- 2007: Matters of Life & Dating (Fernsehfilm)
- 2009: Cra$h & Burn (Fernsehserie, 1 Episode)
- 2012: Titanic (Fernsehminiserie, 4 Episoden)
- 2015: The Book of Negroes (Fernsehminiserie, 3 Episoden)
- 2015–2016: The Expanse (Fernsehserie, 3 Episoden)
- 2017: Bellevue (Fernsehserie, 3 Episoden)
- 2020: Nurses (Fernsehserie, 3 Episoden)
- 2021: Coroner – Fachgebiet Mord (Coroner, Fernsehserie, 3 Episoden)

### Kurz- und Dokumentarfilme
- 1992: Efram (Kurzfilm)
- 1999: Toy Soldiers (Kurzfilm)
- 2000: Hindsight (Kurzfilm) auch Produktion, Regie und Drehbuch
- 2012: Flight of the Butterflies (Dokumentarfilm)